# Žireč
Žireč (niem. Schurz)  – dawna wieś w Czechach Wschodnich, w dolinie rzeki Łaba, obecnie część miasta (dzielnica) Dvůr Králové nad Labem.

## Historia
W wieku XI w. istniał tu dwór biskupów praskich. Od końca wieku XIII należał do dóbr trutnovskich i jego właściciele byli związani z zamkiem trutnovskim  więzami lennymi. We XV w. wieś należała do majątku panów z Žirca, a potem wielokrotne zmieniała właścicieli. 14 września 1514 r. król Władysław Jagiellończyk uwolnił Žireč od powinności feudalnych. W latach 1622–1634 posiadłość Trčków z Lípy. W 1652 przybyli jezuici, którzy wybudowali kościół i rezydencję zakonną. Od 1698 Žireč stał się miasteczkiem.

## Zabytki
- Barokowy pałac z lat 1652–1669, który powstał w wyniku przebudowy renesansowego założenia (w 1825 r. został obniżony o jedno piętro; w 1906 r. przebudowany w stylu neobarokowym)
- Barokowy kościół św. Anny z lat 1668–1698
- Kaplica cmentarna św. Odylona z 1656 r.
- Kaplica Najświętszej Trójcy z około 1728 r.
- Barokowe figury wykonane przez Jerzego (1670–1742) i Franciszka (1680–1757) Pacaków, uczniów M. B. Brauna.